# Трежур Ајланд (Флорида)
Трежур Ајланд (енгл. Treasure Island) град је у америчкој савезној држави Флорида. По попису становништва из 2010. у њему је живело 6.705 становника.

## Демографија
Према попису становништва из 2010. у граду је живело 6.705 становника, што је 745 (10,0%) становника мање него 2000. године.
| Група             | 2000.         | 2010.         |
| Белци             | 7.143 (95,9%) | 6.318 (94,2%) |
| Афроамериканци    | 21 (0,3%)     | 51 (0,8%)     |
| Азијати           | 44 (0,6%)     | 55 (0,8%)     |
| Хиспаноамериканци | 166 (2,2%)    | 203 (3,0%)    |
| Укупно            | 7.450         | 6.705         |